# Basar Perpinyà
El Basar Perpinyà (castellà: Bazar Perpiñá) era un negoci fundat a Barcelona per Agustí Perpinyà i Puig i continuat pels seus fills Pere i Francesc Xavier Perpinyà i Brillas, avui desaparegut.

## Història
El 1924, Agustí Perpinyà i Puig (1887-1973), casat amb Esperança Brillas i Bitlloch, tots dos naturals de Blanes, va obrir un magatzem de mobles al carrer dels Àngels, 14, on també figurava com a agent comercial.
Després de la Guerra Civil, Perpinyà va obrir una botiga de menatge i llums a la Ronda de Sant Pau, 6-8, que amb l'arribada de la societat de consum es va especialitzar en electrodomèstics, i el 1964 va obrir una sucursal a la Ronda de la Universitat, 21. El negoci fou continuat pels seus fills Pere i Francesc Xavier Perpinyà i Brillas, i el 1985 es va convertir en societat anònima. Finalment, el 1998 es va declarar en fallida, amb un deute de 291 milions de pessetes.